# قوش‌تپه (شازند)
قوش تپه روستایی در دهستان نهرمیان بخش زالیان شهرستان شازند استان مرکزی ایران است. قوش در گویش لری منطقه به معنای جغد است.

## جمعیت
بر پایه سرشماری عمومی نفوس و مسکن در سال ۱۳۹۵ جمعیت این روستا ۴۲۶ نفر (۱۵۱خانوار) بوده‌است.